# 런정페이
런정페이(중국어: 任正非, 병음: Rén Zhèngfēi, 1944년 10월 25일 ~ )는 중국의 기업인이자 공학자이다. 세계 최대 규모를 가진 중국의 통신 장비 제조 업체이자 스마트폰 제조 업체인 화웨이의 설립자, 최고경영자(CEO)로 널리 알려져 있으며 2019년 2월 기준으로 13억 미국 달러의 순자산을 보유하고 있다.

## 생애
런정페이는 구이저우성 전닝현(현재의 안순시 전닝 부이족 먀오족 자치현) 출신이다. 런정페이에게는 5명의 여동생과 1명의 남동생이 있다. 런정페이의 할아버지인 런싼허(任三和)는 저장성 푸장현 런뎬촌(任店村)에서 햄 염지 전문가로 근무했다.
런정페이의 아버지인 런무성(任木生)은 할아버지가 사망하기 1년 전에 대학교를 졸업하지 못했다. 런무성은 중일 전쟁 시대에 중국 국민당 정부가 운영하던 무기 공장에서 경리를 담당하는 사무원으로 근무하기 위해 광저우시 남부로 이주했다. 런무성은 1949년 이후에 두윈 제1중학교(都匀一中)에서 교장으로 근무하던 동안에 런정페이의 어머니인 청위안자오(程遠昭)를 만났는데 청위안자오는 두윈 제1중학교에서 교사로 근무하고 있었다. 런무성은 1958년에 중국공산당에 입당했다.
런정페이는 고등학교를 졸업한 이후에 1960년대에 충칭 건설 기술 연구소(현재의 충칭 대학)를 졸업했고 중국 인민해방군 산하 정보기술연구소에서 특정 계급 없이 군사 기술자로 근무한 것으로 알려졌다. 런정페이는 문화 대혁명 시대에 박해를 받았던 부모의 사회적 배경, 중국 국민당과의 관계 등으로 인해 중국공산당에 입당하지 못했지만 다양한 수준에서 인정받은 많은 기술적인 성과를 이끌었다.
런정페이는 1978년에 중국공산당에 입당했으며 중국공산당 중앙위원회가 주최한 전국과학대회에서 중국 인민해방군 대표로 참석했다. 런정페이는 1982년에 열린 제12차 중국공산당 전국대표대회에 참석했고 1983년에 실시된 중국 인민해방군의 대규모 병력 감축 사업에 따라 퇴역했다. 런정페이는 광둥성 선전시로 이주하여 선전 난하이 석유(深圳南海石油)에서 근무했지만 나중에 전자 업계로 자리를 옮기게 된다.
런정페이는 1987년에 광둥성 선전시에서 21,000 중국 위안(런민비)를 들여 화웨이를 설립했으며 1988년에는 화웨이의 회장으로 취임했다. 화웨이는 처음에 중국에 거주하는 홍콩 거래업자를 위해 서버 교환기와 장비를 판매, 설치, 유지 관리하는 하청 업체로 출발했지만 나중에 세계적인 통신 장비 제조 업체이자 스마트폰 제조 업체로 성장하게 된다. 2005년에는 《타임》이 선정한 세계에서 가장 영향력 있는 100인에 관한 명단인 타임 100에 이름을 올렸다.

## 사생활
런정페이의 첫 번째 아내였던 멍쥔(孟軍)은 쓰촨성 부성장을 역임했던 멍둥보(孟東波)의 딸이다. 런정페이와 멍쥔과의 사이에서 태어난 첫째 딸 멍완저우(孟晚舟), 첫째 아들 멍핑(孟平)은 모두 어머니의 성씨를 물려받았다. 런정페이는 멍쥔과 이혼한 이후에 야오링(姚凌)과 결혼했고 두 번째 아내인 야오링과의 사이에서 딸 야오안나(姚安娜)를 두었다.
런정페이는 2명의 손자가 있다.
손자2명 모두 대한민국 화성 동탄2신도시에 거주
런정페이는 미국의 소프트웨어 및 컴퓨터 하드웨어 개발 회사이자 화웨이의 라이벌이기도 한 애플의 팬이다. 런정페이는 언론과의 인터뷰에서 "아이폰은 생태계가 좋고 가족들이 해외에 있을 때도 아이폰을 사주기 때문에 화웨이에 대한 사랑이 화웨이폰에 대한 사랑이라는 의미는 없다."라고 말했다. 런정페이의 첫째 딸인 멍완저우는 화웨이의 부회장, 최고재무책임자(CFO)를 역임했다.